# Jean Claude Ameisen
Pour les articles homonymes, voir Ameisen.
Jean Claude Ameisen, né le 22 décembre 1951 à New York aux États-Unis, est un médecin, immunologiste et chercheur français en biologie. Il est directeur du Centre d'études du vivant de l'Institut des humanités de Paris de l'université Paris-Diderot et a été président du Comité consultatif national d'éthique (2012-2016).
Il publie plusieurs ouvrages de vulgarisation et anime l'émission de radio de France Inter intitulée Sur les épaules de Darwin.

## Biographie

### Famille
Le père de Jean Claude Ameisen, Emanuel Ameisen, est d'origine polonaise et juive. Il émigre à Paris dans les années 1930, où il devient ingénieur après avoir réalisé des études à Grenoble. Sa mère, Janine Ameisen, est artiste-peintre et rescapée d'Auschwitz. Après la guerre, elle émigrera aux États-Unis où naît Jean Claude Ameisen.
Il est le frère aîné d'Olivier Ameisen, médecin connu pour avoir expérimenté sur lui-même avec succès le baclofène contre son alcoolodépendance, et d'Éva Ameisen, stomatologue et autrice-compositrice.

### Formation et carrière scientifique
Jean Claude Ameisen fait ses études secondaires au lycée Louis-le-Grand et à l'École alsacienne, puis étudie la médecine à la faculté de médecine de l'hôpital Cochin puis au CHU de Lille où il fait son internat. Il se spécialise en pneumologie et s'oriente vers la recherche en immunologie au sein de l'INSERM. Il est post-doctorant puis chercheur associé en immunologie à la faculté de médecine de l'université Yale (1986-1987). Il devient maître de conférences et praticien hospitalier (MCU-PH) en immunologie au CHU de Lille (1989-1996). En 1994, il est nommé directeur de l'unité Inserm U415 à l'Institut Pasteur de Lille. Il est nommé en 1996 professeur associé invité à l'Institut d'allergie et d'immunologie de La Jolla (en) (LIAI) en Californie et, en 1998, professeur d'immunologie à l'hôpital Bichat (université Paris-Diderot). En septembre 2011, il est nommé directeur du Centre d'études du vivant de l'Institut des humanités de Paris.

### Fonctions au sein des comités d'éthique
Jean Claude Ameisen a été président du comité d'éthique de l'INSERM de 2003 à 2012,, et devient en 2005 membre du Comité consultatif national d'éthique (CCNE),. Le 3 octobre 2012, sur proposition du président de la République François Hollande, la Commission des affaires sociales de l'Assemblée nationale et celle du Sénat approuvent sa nomination à la présidence du CCNE en remplacement d'Alain Grimfeld ayant achevé son mandat,. Il prend ses fonctions le 9 novembre 2012, il devient président d'honneur lors de la nomination de Jean-François Delfraissy le 14 décembre 2016.
Il a été président du Comité éthique et scientifique de la Fondation internationale de la recherche appliquée sur le handicap (FIRAH) de 2009 à 2013.

### Autres engagements dans la société civile
Auteur de nombreux essais sur la science, il est, depuis septembre 2010, le concepteur et l'animateur de l'émission Sur les épaules de Darwin de France Inter,. Pour cela notamment, il reçoit en 2022 la médaille de la médiation scientifique du CNRS. 
Il a été le président de la Conférence française pour la biodiversité tenue à Chamonix-Mont-Blanc en mai 2010, l'année internationale de la biodiversité, puis du Comité de révision de la stratégie nationale pour la biodiversité en 2011.
Il a rejoint en juillet 2011 l'équipe de campagne de Martine Aubry pour l'élection présidentielle de 2012, chargé, avec Charlotte Brun, du sujet « Personnes âgées, Dépendance, et Handicap ».
En 2016, il est devenu parrain de la promotion ECN 2020 de la faculté de médecine de Nancy.

## Apports scientifiques
Jean Claude Ameisen est connu principalement pour ses travaux sur les processus de mort cellulaire programmée ou apoptose en physiopathologie et au cours de l'évolution.

## Ouvrages
- La Sculpture du vivant : le suicide cellulaire ou la mort créatrice, éditions du Seuil, 1999  (ISBN 202036856-0) ; Points Seuil, 2003  (ISBN 2-02-057374-1)
- Qu'est-ce que mourir ? en collaboration avec Danièle Hervieu-Léger et Emmanuel Hirsch, éditions Le Pommier / Cité des sciences et de l'industrie, 2003  (ISBN 2-74650152-X), 2010  (ISBN 978-2746504981)
- Quand l'art rencontre la science, en collaboration avec Yvan Brohard et l'Inserm, éditions de La Martinière, 2007  (ISBN 978-2-7324-3654-8) ; 2009  (ISBN 978-2732439037)
- Dans la lumière et les ombres : Darwin et le bouleversement du monde, éditions Fayard/éditions du Seuil, 2008  (ISBN 9782213638003) ; Points Seuil, 2011  (ISBN 978-2757822982)
- Les Couleurs de l'oubli, en collaboration avec François Arnold, éditions de l'Atelier, 2008  (ISBN 978-2-7082-4024-7)
- « Les rythmes du vivant » dans Rythmes de l'homme, rythmes du monde, Séminaire de l'École normale supérieure de la rue d'Ulm 2006-2008, sous la direction de Christian Doumet et Aliocha Wald Lasowski, éditions Hermann, 2010
- L'Éternel Singulier : Questions autour du handicap, avec Mark Hunyadi, Benoît Heilbrunn et Françoise Héritier, éditions Le Bord de l'eau, 2010  (ISBN 978-2356870865)
- Sur les épaules de Darwin : les battements du temps, France Inter / Les liens qui libèrent, 2012  (ISBN 979-1020900111)
- Sur les épaules de Darwin : Je t'offrirai des spectacles admirables, France Inter / Les liens qui libèrent, 2013  (ISBN 979-1020900661)
- Les Couleurs de l'oubli (nouvelle édition revue et augmentée), avec François Arnold, Les Éditions de l'Atelier, 2014.  (ISBN 9782708242814)
- Sur les épaules de Darwin : Retrouver l'aube, France Inter / Les liens qui libèrent, 2014  (ISBN 979-1020901606)
- Les Chants mêlés de la Terre et de l'Humanité, éd. de l'Aube, 2015  (ISBN 978-2-8159-1348-5)

## Radio
- 2010-2022 : animateur de l'émission Sur les épaules de Darwin sur France Inter.

## Distinctions

### Prix
- 1992 : Lauréat de l'Académie nationale de médecine (Prix Léon-Baratz).
- 1993 : Prix INSERM/Académie des sciences.
- 1997 : Prix du Fonds BNP/Fondation pour la recherche médicale.
- 2000 : Prix Jean-Rostand (décerné par le Mouvement universel de la responsabilité scientifique et l'Association des écrivains scientifiques de France) et prix Biguet de l'Académie française pour le livre La Sculpture du vivant.
- 2009 : Lauréat au titre des sciences du prix attribué par la Fondation Renée-et-Léonce-Bernheim pour les arts, les sciences et les lettres sous l’égide de la Fondation du judaïsme français.
- 2013 : Prix de la meilleure émission de radio au Grand Prix des médias de CB News pour Sur les épaules de Darwin[17].
- 2022 : Médaille de la médiation scientifique du CNRS

### Décorations
- Chevalier de la Légion d'honneur (2013)[18].
- Chevalier de l'ordre des Arts et des Lettres (2025)[19]